# Onthophagus maya
Onthophagus maya là một loài bọ cánh cứng trong họ Bọ hung (Scarabaeidae).